# Battista Pallavicino
Battista Pallavicino (falecido a 12 de Maio de 1466) foi um prelado católico romano que serviu como bispo de Reggio Emilia (1444–1466).

## Biografia
No dia 19 de Outubro de 1444, Battista Pallavicino foi nomeado bispo de Reggio Emilia durante o papado de Eugénio IV.
Pallavicino faleceu repentinamente a 12 de Maio de 1466, de apoplexia (hemorragia cerebral). Foi enterrado na cripta da catedral.

## Obras
Battista Pallavicino foi autor de diversas obras:
- Baptistae Marchionis Pallavicini Episcopi Regiensis Historia flendae Crucis, et funeris Domini nostri Jesu Christi, ad Eugenium IV SP Parma 1477.
- Epistola ad Albertum Parisium Reipubl. Bonon. Cancelário. Regii falece a 1 de Dezembro de 1465.
- Baptistae Pallavicini Epistola ad patruum suum, dados em Siena l'anno 1443.
- Ejusdem BMP Fabula. Começa com "Jam senior dura forte jacet leo". [vinte e oito poemas em honra da Bem-Aventurada Virgem Maria]
- B. Palavicini Ep. Região. ad Pium II Pont. Máx. Gratulatio cum pollicitatione liberali. Começa com "Maxime Christicolum recto quo bella jubente".
- Baptistae Marchionis Pallavicini Episcopi Regien. Salutano cum deprecatione in Mariam gratia plenam ad illustrem atque inclytum D. Nicolaum Esten. Começa, "Virgo decus mundi", em hexâmetros. Regìi sexto Aprilis mcccclviiiI.